# Gabriel Abrines i Martí
Gabriel Abrines i Martí (nascut a Binissalem el 27 de juny de 1966), és un exjugador de bàsquet professional que va desenvolupar la seva carrera esportiva en diversos clubs de diferents categories de l'estat espanyol. És pare del jugador de l'ACB Àlex Abrines.
Es va formar com a jugador a les categories inferiors del Reial Madrid i va debutar en la lliga ACB en la temporada 1989/90 a les files del Huesca la Magia després de jugar durant 4 temporades amb el Lagisa Gijón.
La temporada 1991/92 fou un dels integrants de la plantilla del desaparegut Cáceres CB que assoliren l'ascens de l'equip a la lliga ACB, històric perquè és el primer i únic equip extremeny que ha participat en la màxima categoria del bàsquet estatal.
Un cop abandonada la pràctica activa del bàsquet, Abrines es va dedicar a entrenar equips de base.
El seu fill Àlex Abrines és internacional a les categories inferiors de la selecció espanyola, amb la qual s'ha proclamat Campió d'Europa Sub 18.

## Trajectòria esportiva
- Categories inferiors Reial Madrid.
- 1985-89 Primera B. Lagisa Gijón
- 1989-90 ACB. Huesca la Magia
- 1990-91 Primera Divisió. CB Mallorca
- 1991-92 Primera Divisió. Cáceres CB
- 1992-93 ACB. Cáceres CB
- 1993-94 Primera Divisió. Gijón Baloncesto
- 1994-95 ACB. Somontano Huesca
- 1995-96 ACB. CB Gran Canaria
- 1996-97 ACB. Baloncesto Fuenlabrada
- 1997-98 Primera Autonòmica. La Salle Palma
- 1998-99 Segona Divisió. La Salle Palma